# Вінфілд Шихан
Вінфілд Р. Шихан (англ. Winfield R. Sheehan; 24 вересня 1883 — 25 липня 1945) — американський кінопродюсер. Брав участь у створенні багатьох фільмів Fox Film Corporation протягом 1920-х і 1930-х років. 1933 року він виграв премію «Оскар» у категорії найкращий фільм за фільм Кавалькада і був номінований ще тричі.

## Життєпис
Уродженець Баффало (Нью-Йорк), Шихан підлітком брав участь у іспансько-американській війні. Після війни став поліційним репортером у Нью-Йорку в газеті Вечірній Світ на початку 1900-х років. 1910 року Шихан став секретарем пожежного комісара, а в 1911 році виконував подібні обов'язки для поліційного комісара. Згодом став «особистим секретарем», а через два роки генеральним менеджером і віцепрезидентом Вільяма Фокса. Після того як компанія Фокса стала частиною 20th Century-Fox його замінив Дерріл Занук. Опісля став незалежним продюсером аж до смерті в 1945 році.